# Circuito Internacional de Vila Real
Het Circuito Internacional de Vila Real is een stratencircuit in Vila Real in Portugal.
De eerste race op het circuit werd georganiseerd op 15 juni 1931. Na de Tweede Wereldoorlog werd er enkel op motoren geracet, totdat in 1966 auto's terugkeerden naar het circuit. Na een dodelijk ongeluk in 1991 werd er zestien jaar niet meer geracet op het circuit en pas in 2007 werd er weer gereden op een kortere versie van de baan. Nadat het circuit onder andere het Portuguese Touring Car Championship organiseerde, houdt het in 2015 haar eerste wereldkampioenschapsevenement, wanneer het World Touring Car Championship haar debuut maakt op het circuit.